# Kai-Palast

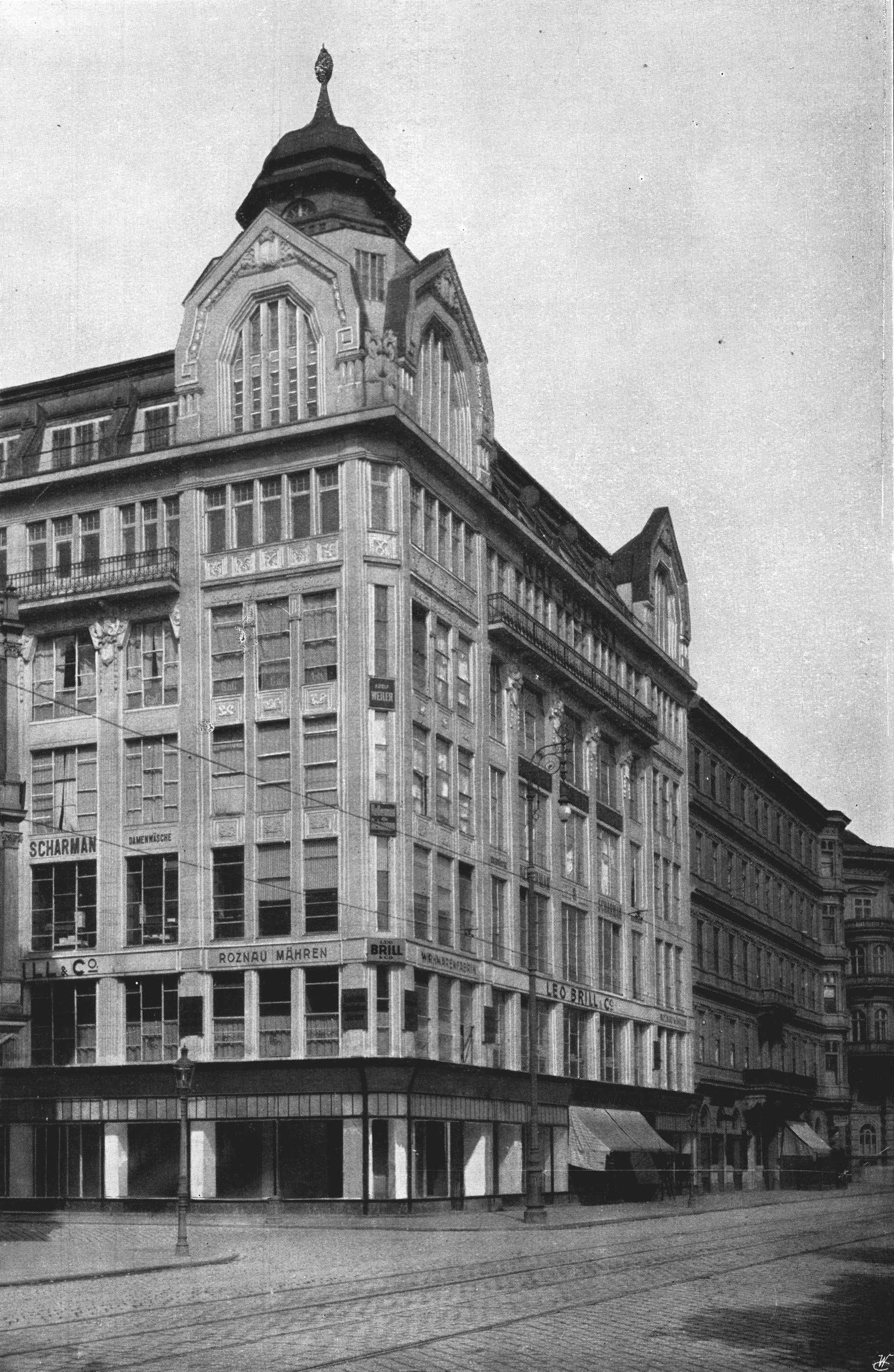
Der Kai-Palast, ca. 1913

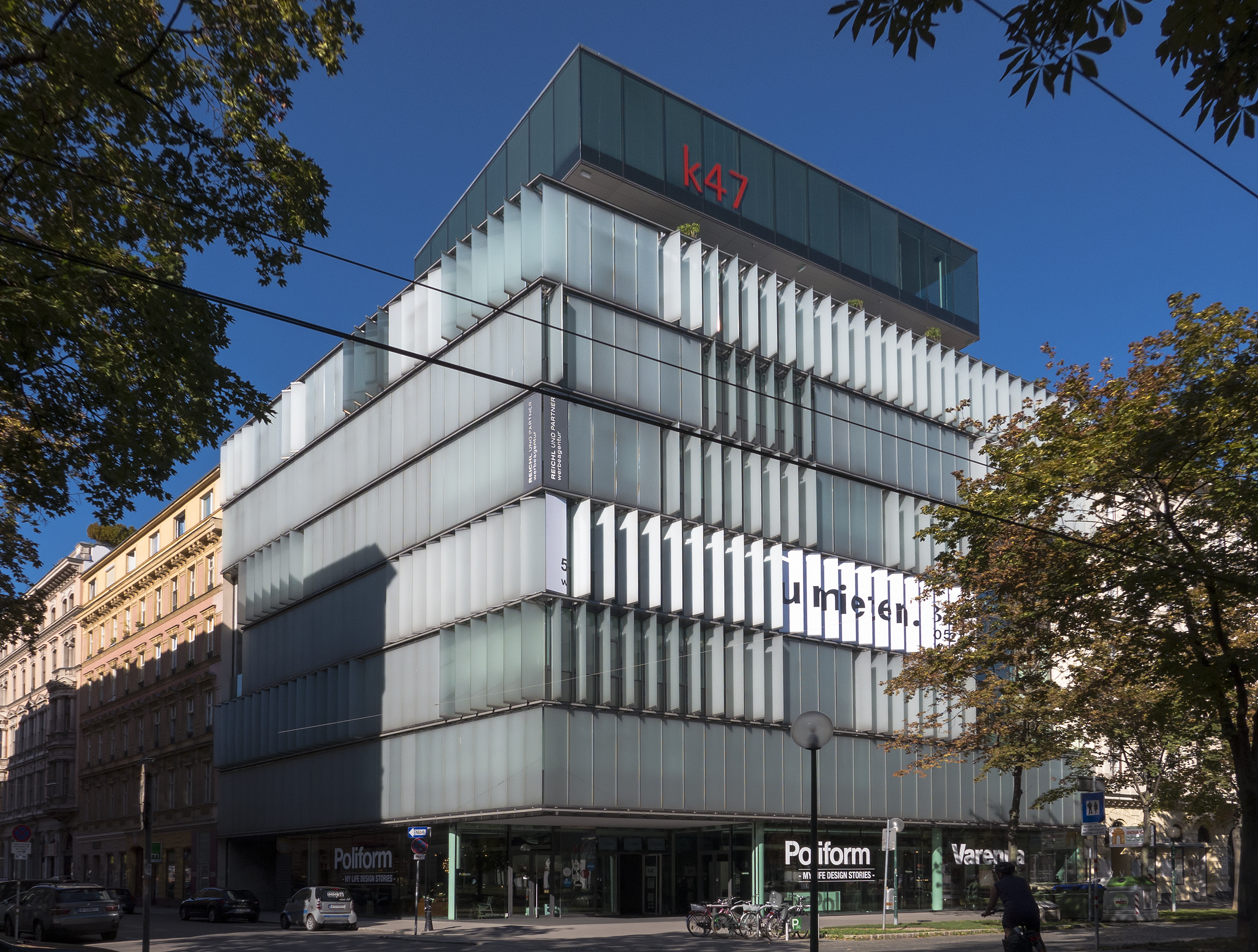
Das Bürogebäude k47 an der Stelle des Kai-Palastes

Der Kai-Palast in Wien wurde in den Jahren 1910/1911 am Franz-Josefs-Kai 47 errichtet.
Das vom Architekten Ignaz Nathan Reiser entworfene Gebäude stellte das erste Bürohochhaus in Stahlbetonbauweise Österreichs dar und stand unter Denkmalschutz.
Das seit 1930 im Besitz der Zürich-Kosmos Versicherung stehende Gebäude sollte 1997 renoviert werden. Allerdings stellte sich heraus, dass es bei einem Brand im Jahre 1945 stark beschädigt worden war. Scheinbar intakte Stahlbetonteile der Primärstruktur wurden damals stark in Mitleidenschaft gezogen, ein Gutachten attestierte bis zu 50 Prozent verminderte Tragfähigkeit. Das Haus musste evakuiert werden.
1999 hob das Bundesdenkmalamt die Unterschutzstellung auf, im Februar 2001 wurde die Abbruchbewilligung erteilt. Im Zuge der Abbrucharbeiten kam es am Donnerstag, dem 5. April 2001, kurz vor 17.30 Uhr zu einem Einsturz der Zwischendecke im 6. Stock, welche alle Zwischendecken bis ins Erdgeschoß mitriss. Zu Schaden kam niemand, da die Bauarbeiter die Baustelle zu diesem Zeitpunkt schon verlassen hatten.
Am 10. Oktober 2003 wurde das Nachfolgegebäude, das k47, eröffnet. Das Gebäude wurde von den Architekten Henke/Schreieck entworfen und steht im Besitz der Zürich Kosmos Versicherung. Es verfügt über etwa 4200 m² Nutzfläche und 50 Tiefgaragenplätze.